# Моррис, Эстер Хобарт
Эстер Хобарт Маккуиг Слэк Моррис (англ. Esther Hobart McQuigg Slack Morris; 8 августа 1814, США — 2 апреля 1902, США) — американский общественный деятель. Первая женщина-судья в США.

## Биография
Эстер Моррис родилась в Спенсере (округ Тийога, штат Нью-Йорк). Она рано осиротела. В 1841 года она вышла замуж за инженера Артемуса Слэка. Когда через три года Слэк умер, она переехала в Перу (Иллинойс) и вышла замуж за коммерсанта Джона Морриса.
В 1869 году Моррисы переехали в город Саут-Пасс-Сити в Вайоминге. 10 декабря 1869 года территория Вайоминг ввела женское избирательное право. Распространена версия, что этому поспособствовала Эстер Моррис. Когда в Саут-Пасс-Сити проходили выборы представителя в территориальное законодательное собрание, Моррис пригласила на чаепитие двух кандидатов — владельца салуна, демократа Уильяма Брайта и его соперника-республиканца. Она взяла с каждого обещание, что если он выиграет, то предложит законодательному собранию ввести женское избирательное право. Брайт выиграл и сдержал обещание. По другой версии, несмотря на то, что Брайты и Моррисы были близкими друзьями, чаепитие с кандидатами является выдумкой.
14 февраля 1870 года Моррис была назначена мировым судьёй в Саут-Пасс-Сити. Таким образом она стала первой женщиной-судьёй в США. Предыдущий судья Стиллмен отказался передавать ей список дел, назначенных к слушанию, и она приказала его арестовать. В должности судьи Моррис находилась всего восемь месяцев. В 1871 году она развелась с мужем и уехала в Ларами. В дальнейшем она занималась борьбой за права женщин. Эстер Моррис умерла в Шайенне.
В 1960 году в Капитолии была установлена статуя Моррис.